# 蓬迪沙托
蓬迪沙托（法語：Pont-du-Château，法語發音：[pɔ̃ dy ʃato]，意为“城堡之桥”）是法国多姆山省的一个市镇，位于该省中东部，属于克莱蒙费朗区。

## 地理
蓬迪沙托（45°47'54"N, 3°14'54"E）面积21.61 平方千米，位于法国奥弗涅-罗讷-阿尔卑斯大区多姆山省，该省份为法国中南部省份，北起阿列省接壤，东临卢瓦尔省，南至上盧瓦爾省和康塔爾省，西接科雷兹省和克勒兹省。
与蓬迪沙托接壤的市镇（或旧市镇、城区）包括：欧纳、博尔加尔莱韦克、朗德、吕萨、马兰特拉、莱马特尔达蒂耶尔、韦尔泰宗、阿列河畔米尔。

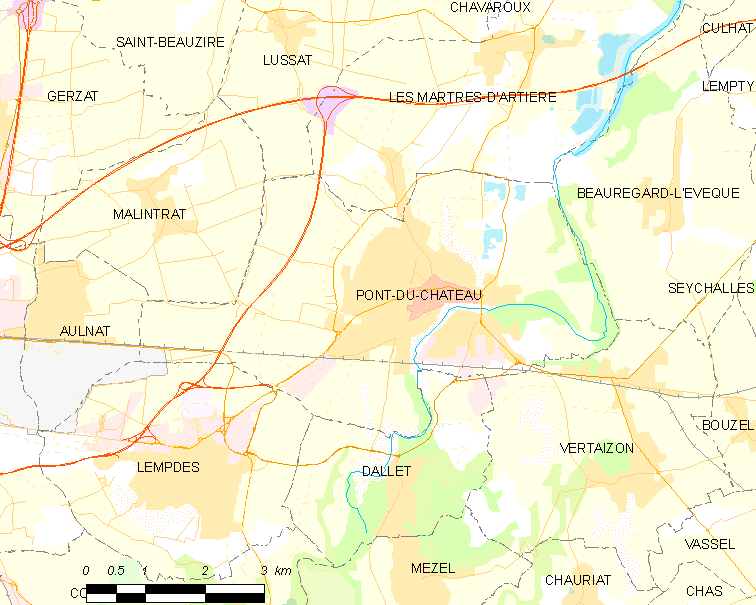
蓬迪沙托的OSM定位图

蓬迪沙托的时区为UTC+01:00、UTC+02:00（夏令时）。

## 行政
蓬迪沙托的邮政编码为63430，INSEE市镇编码为63284。

## 政治
蓬迪沙托所属的省级选区为蓬迪沙托县。

## 人口

1962-2008年间蓬迪沙托人口变化图示

蓬迪沙托于2022年1月1日时的人口数量为12422人。